# Celia novelista
Celia novelista es el tercero en la serie de libros infantiles escritos por la escritora española Elena Fortún.  Al igual que los demás libros de la serie publicados antes de Celia madrecita (1939), Celia novelista es una colección de historias cortas publicadas en la revista Blanco y Negro, luego publicadas juntas en forma de libro por la editorial  Aguilar en 1934.  El libro es diferente en estilo al resto de los libros en la serie.  En él, la protagonista Celia Gálvez de Moltanbán, se situaba en los zapatos de la escritora Elena Fortún y contaba sus propias historias de aventuras con los gitanos, después de aburrirse durante el verano.  El libro no avanza la historia dejada en Celia en el colegio, sino que cuenta las historias que Celia había escrito en el cuaderno que su padre le había regalado en dicho libro.  Las ilustraciones originales que acompañaban las primeras ediciones de Celia novelista eran dibujadas por Molina Gallent; en futuras ediciones, diferentes dibujantes reemplazaban dichas ilustraciones con otras de su creación.   Celia novelista fue el último libro de la serie en ser brevemente adaptado para la televisión en la serie de 1992 dirigida por José Luis Borau, titulada "Celia".  Los últimos minutos del sexto episodio figuraban a Cristina Cruz Mínguez en el papel de Celia, huyendo del colegio con un grupo de titiriteros en busca de sus padres.  En el mismo año, 1934, también se publicó en forma de libro el siguiente volumen de la historia de Celia Gálvez, Celia en el mundo.